# Шестнайсетте царства
Шестнайсетте царства (на китайски: 十六國; на пинин: Shíliù Guó) са група нетрайни държави, които си поделят Северен Китай между 304 и 439 година.
Първите от Шестнайсетте царства възникват в началото на IV век със срива на империята Дзин, която успява да запази властта си само в Южен Китай. Повечето от Шестнайсетте царства са управлявани от династии, произлизащи от Петте варварски народа - хунну, дзие, сиенбей, ди и цян.
Периодът на Шестнайсетте царства е съпътстван от постоянни военни конфликти между тези държави. Някои от тях имат ограничено влияние, докато други на няколко пъти за кратко успяват да обединят почти целия Северен Китай. В началото на V век последните от Шестнайсетте царства за завладени от империята Северна Уей, а по същото време на юг се установява империята Лю Сун, което поставя началото на периода на Южните и северни династии.
Шестнайсетте царства са:
- Чън-Хан (304-347) с център в Съчуан
- Хан Джао (304-329) с център в южен Шанси
- Хоу Джао (319-351) с център в южен Хъбей
- Ранна Лян (320-376) с център в Гансу
- Ранна Йен (337-370) с център в Северен Хъбей
- Ранна Цин (351-394) с център в централен Шънси
- Късна Цин (384-417) с център в централен Шънси
- Късна Йен (384-409) с център в южна Манджурия
- Западна Цин (385-431) с център в югоизточен Гансу
- Късна Лян (386-403) с център в Гансу
- Северна Лян (397-439) с център в Гансу
- Южна Лян (397-414) с център в Южен Гансу
- Южна Йен (398-410) с център в Шандун
- Западна Лян (400-421) с център в северозападен Гансу
- Северна Йен (409-436) с център в южна Манджурия
- Ся (407-431) с център в Северен Шънси